# Јоаким Ђаковић
Митрополит Јоаким (Ђаковић)  (21. јул 1678, Москва) је био епископ Руске православне цркве, митрополит архангелски и српскословенски, викар Патријарха московског и све Русије.

## Биографија
Србин по пореклу. Постао је епископ око 1660. године. Именовање Јоакима за епископа града Крижеваца (Аустроугарска) био је вероватно један од првих покушаја Пећке патријаршије да обнови православну епархију на подручју Славоније.
Године 1664. дошао је у Русију по милостињу и тамо остао заувек. „Указом великог владара Белгорода је послат у митрополију“. То се догодило не раније од 1666. године, пошто је те године отворена Велика московска саборна црјва, оснивајући Белгородску епархију.
Истовремено, познато је да је већ у мају 1667. његов сународник митрополит Теодосије постављен у Белгороду, што је морало значити да је именовање убрзо поништено.
Од 19. септембра 1667. године био је епископ у московској Архангелској саборној цркви и звао се Архангелски и српскословенски.
Као митрополит архангелски, Јоаким је учествовао на сахрани патријарха Јоасафа II1672. године, а 1676. године на крунисању руског цара Феодора III .
Његова служба у поменутом храму наставила се до 1677. године.
Преминуо је 21. јула 1678. године. Сахрањен у Знаменском манастиру.